# ベラルースキー駅

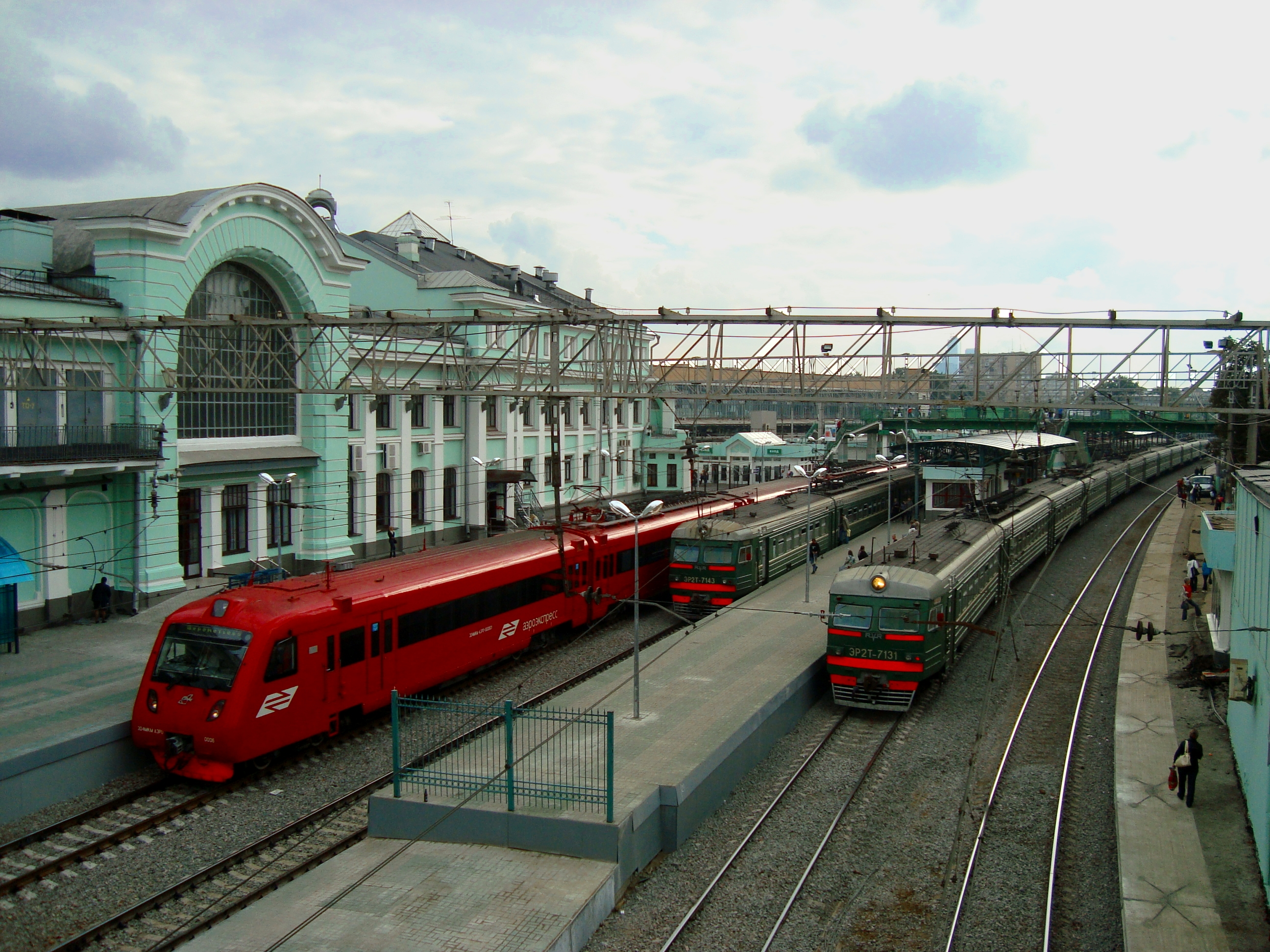
ホーム全景

ベラルースキー駅（ベラルースキーえき、ロシア語:Белорусский вокзал）は、モスクワにある9つのターミナル駅の一つで、モスクワ地下鉄・環状線（5号線）のベラルースカヤ駅及びザモスクヴォレーツカヤ線（2号線）のベラルースカヤ駅に隣接する。ベラルーシや、その先のポーランド、チェコ、ドイツ、フランスなど中欧・西欧諸国への列車が発着する。

## 歴史
1860年代後半、モスクワからスモレンスク、ミンスク、ワルシャワを結ぶ鉄道の建設が開始されたことに伴い、本駅の建設も開始される（建設当時はスモレンスキー駅）。1870年9月17日、モスクワ - スモレンスク間が開通。その後、1871年11月に鉄道がブレストまで延伸されると、本駅もブレスツキー駅に変更される。その後も度々駅名が変わり、1912年5月4日にはアレクサンダー駅に、1922年8月にはベラルスコ・バルチースキー駅となる。1936年5月には現在のベラルースキー駅となる。
2009年からはアエロエクスプレスによるシェレメーチエヴォ国際空港との間の直通列車の運行が開始された。

## 主な発着列車
| 列車番号        | 列車名                                                                 | 目的地                                                                       | 運行事業者                |
| --------------- | ---------------------------------------------------------------------- | ---------------------------------------------------------------------------- | ------------------------- |
| 001/002         | ベラルーシ号 (Беларусь)                                                | ミンスク                                                                     | ベラルーシ鉄道            |
| 003/004 007/008 | スラヴャンスキー・エクスプレス (Славянскі экспрэс/Славянский экспресс) | ブレスト                                                                     | ベラルーシ鉄道            |
| 009/010         | ポロネーズ号 (Polonez/Полонез)                                         | ワルシャワ                                                                   | ポーランド国鉄 ロシア鉄道 |
| 013/014         | ストリージ号 (Стриж)                                                   | ベルリン                                                                     | ロシア鉄道                |
| 021/022         | ヴルタヴァ号 (Vltava/Влтава)                                           | ワルシャワ プラハ ヘプ                                                       | ロシア鉄道                |
| 023/024         | ヨーロッパ横断急行 (Trans European Express)                            | パリ                                                                         | ロシア鉄道                |
| 025/026         | スビスラーチ号 (Свіслач/Свислочь)                                      | ミンスク                                                                     | ベラルーシ鉄道            |
| 027/028         | ブレスト号 (Брэст/Брест)                                               | ブレスト                                                                     | ベラルーシ鉄道            |
| 029/030         | ヤンターリ号 (Янтарь)                                                  | カリーニングラード ヴィリニュス                                              | ロシア鉄道 リトアニア鉄道 |
| 039/040         | ドヴィナ号 (Дзвіна/Двина)                                              | ポラツク                                                                     | ベラルーシ鉄道            |
| 055/056         | ソーシ号 (Сож)                                                         | ホメリ （一部客車は サリホルスクまで運行）                                   | ベラルーシ鉄道            |
| 077/078         | ネマン号 (Нёман/Неман)                                                 | フロドナ                                                                     | ベラルーシ鉄道            |
| 601/602         | ルイビンスク号 (Рыбинск)                                               | ルイビンスク （一部客車は ヴェシエゴンスク、 ペストヴォ、 ウグリチまで運行） | ロシア鉄道                |
| 603/604         | スモレンスク号 (Смоленск)                                              | スモレンスク                                                                 | ロシア鉄道                |

### その他の主な行き先
| 国           | 目的地                                                           |
| ------------ | ---------------------------------------------------------------- |
| ロシア国内   | アナパ、アルハンゲリスク、チェレポヴェツ、ウシンスク、ヴォログダ |
| ベラルーシ   | マヒリョウ                                                       |
| ウクライナ   | シンフェロポリ、エフパトリヤ                                     |
| オーストリア | インスブルック、ウィーン                                         |
| ドイツ       | ベルリン、フランクフルト、ハノーファー、マンハイム               |
| オランダ     | アムステルダム                                                   |
| スイス       | バーゼル                                                         |
| フランス     | ニース                                                           |

## 隣の駅
ロシア鉄道
モスクワ・スモレンスク鉄道
ベラルースキー駅 - ベゴヴァヤ駅
アエロエクスプレス
シェレメーチエヴォ空港線
ベラルースキー駅 - シェレメーチエヴォ国際空港